# Matthew Couch
Matthew Couch, né le 30 juin 1974, est un joueur de snooker anglais, professionnel entre 1992 et 2012.
Sa carrière est principalement marquée par une place de finaliste dans un tournoi mineur, l'Open de Bruges 2010.

## Carrière
Matthew Couch connait une première période professionnelle qui s'étale de 1992 à 2004. C'est au cours de cette période qu'il réalise le meilleur résultat de sa carrière dans un tournoi majeur, en rejoignant les quarts de finale au championnat du Royaume-Uni. Il y sort au premier tour le 15e joueur mondial de l'époque, James Wattana, puis se débarrasse de Marco Fu et Michael Holt, qui à l'époque étaient respectivement classés à la 377e et 193e place mondiale. Il finit par s'incliner face à Matthew Stevens (9-5). Hormis ce bon parcours, les résultats de Couch dans les principaux tournois sont modestes et il ne parvient pas à faire mieux qu'une 47e place mondiale pendant la saison 1999-2000. D'ailleurs, parfois à court de points, Couch doit s'aligner dans des tournois du circuit secondaire. Ainsi, il compte trois finales perdues dans ces tournois, et un seul titre, remporté en 2002. 
Couch est relégué dans les rangs amateur à la fin de la saison 2003-2004. Il regagne brièvement sa place lors de la saison 2006-2007. Ensuite, il connait une nouvelle période professionnelle entre 2009 et 2012. Pendant cette période, Couch dispute la finale d'un tournoi classé mineur, l'Open de Bruges, qu'il perd contre Shaun Murphy. Pendant le tournoi, l'Anglais tire profit d'un tableau ouvert pour atteindre sa seule finale d'un tournoi comptant pour le classement mondial. Toutefois, malgré cette éclaircie, les résultats de Couch sont bien trop médiocres et il sort à nouveau du circuit professionnel après les saisons 2012-2013 et 2013-2014. C'est alors qu'il décide de mettre un terme à sa carrière. 
Par ailleurs, il ne s'est jamais qualifié pour la phase finale des championnats du monde disputée au Crucible Theatre de Sheffield. Il est aussi l'un des joueurs les plus en réussite dans les tournois pro-am, avec douze finales jouées dont cinq gagnées.

## Palmarès
| Légende | Catégorie                        | Titres                         | Finales                        |
|         | Tournois classés                 | 0                              | 0                              |
|         | Tournois classés mineurs         | 0                              | 1                              |
|         | Tournois non classés             | 1                              | 0                              |
|         | Tournois pro-am                  | 5                              | 7                              |
|         | Tournois du circuit du challenge | 0                              | 3                              |
|         | Tournois amateurs                | 1                              | 0                              |
| Gras    | Tournois de la triple couronne   | Tournois de la triple couronne | Tournois de la triple couronne |

### Titres
| Saison    | Nom du tournoi                             | Lieu      | Finaliste      | Score | Tableau |
| 1996-1997 | Tournoi Pontins pro-am (automne)           | Prestatyn | Gary Ponting   | 5-4   |         |
| 1998-1999 | Tournoi Pontins pro-am (automne) (2)       | Prestatyn | Brian Salmon   | 5-1   |         |
| 2001-2002 | Circuit de la WPBSA (épreuve n°4)          | Prestatyn | Munraj Pal     | 5-3   |         |
| 2006-2007 | Open d'Autriche                            | Wels      | Patrick Einsle | 6-2   |         |
| 2006-2007 | Open de Suisse                             | Zofingue  | Dave Harold    | 4-3   |         |
| 2007-2008 | Open d'Angleterre Paul Hunter              | Leeds     | Neil Robertson | 6-5   |         |
| 2007-2008 | Séries internationales Pontins (épreuve 4) | Prestatyn | Michael Wild   | 6-3   |         |

### Finales perdues
| Saison    | Nom du tournoi                         | Lieu        | Finaliste      | Score | Tableau |
| 1994-1995 | Circuit mineur de la WPBSA (épreuve 4) | Helsinki    | Colin Morton   | 5-6   |         |
| 1997-1998 | Open d'Autriche                        | Wels        | Graeme Dott    | 6-7   |         |
| 1997-1998 | Tournoi Pontins pro-am (automne)       | Prestatyn   | James McGouran | 3-5   |         |
| 1998-1999 | Circuit du Royaume-Uni (épreuve 3)     | Swindon     | Stuart Bingham | 1-6   |         |
| 2000-2001 | Open d'Autriche (2)                    | Wels        | Robin Hull     | 1-5   |         |
| 2004-2005 | Circuit du challenge (épreuve 4)       | Prestatyn   | Jamie Cope     | 0-6   |         |
| 2008-2009 | Tournoi Pontins pro-am (printemps)     | Prestatyn   | Stuart Bingham | 1-5   |         |
| 2009-2010 | Open des Pays-Bas                      | Bois-le-Duc | Bjorn Haneveer | 3-6   |         |
| 2009-2010 | Open des trois rois                    | Rankweil    | Dominic Dale   | 1-5   |         |
| 2010-2011 | Open de Bruges                         | Bruges      | Shaun Murphy   | 2-4   | Tableau |
| 2012-2013 | Open d'Autriche (3)                    | Wels        | Mark Williams  | 5-6   |         |

## Palmarès
- Ressources relatives au sport :   - CueTracker
  - Snooker Database
  - Snooker.org